# Маяк (Калининский район)
Маяк — поселок в Калининском районе Тверской области. Входит в состав Бурашевского сельского поселения.

## География
Поселок находится в юго-восточной части Тверской области на расстоянии приблизительно 20 км на юг от города Тверь.

## История
Поселок был отмечен на карте 1941 года как совхоз Турово. На карте 1981 года уже с современным названием.

## Население
Численность населения: приблизительно 20 человек (1982), 7 (русские 100 %) в 2002 году, 1 в 2010.